# Hakob Mkrtchyan
Hakob Mkrtchyan (in armeno Հակոբ Մկրտչյան?; 8 marzo 1997) è un sollevatore armeno.

## Palmarès
- Mondiali

Pattaya 2019: oro negli 89 kg.
- Europei

Batumi 2019: oro negli 89 kg.
Mosca 2021: bronzo nei 96 kg.
Sofia 2024: oro nei 96 kg.
- Giochi olimpici giovanili

Nanchino 2014: oro nei 77 kg.